# Ethan Embry
Ethan Philan MacGyver Randall (Huntington Beach, 13 de junio de 1978), más conocido como Ethan Embry, es un actor estadounidense, reconocido principalmente por sus papeles como Pete Murphy en Sneaky Pete, Russell Griswold en Vegas Vacation, Mark en Empire Records, Toby Grant en Eagle Eye, Preston Meyers en Can't Hardly Wait, Greg Mendell en Once Upon a Time y Declan Giggs en Brotherhood. Más recientemente interpretó el papel de Coyote en Grace and Frankie y apareció en un episodio del seriado The Walking Dead.

## Carrera
Embry comenzó a actuar a los 12 años. Tras debutar en la película Defending Your Life (1991), apareció en varios largometrajes como Dutch (1991), All I Want for Christmas (1991), A Far Off Place (1993) That Thing You Do! (1996), National Lampoon's Vegas Vacation (1997), Empire Records (1995) y la comedia para adolescentes Can't Hardly Wait (1998).
En 2002 interpretó el papel de Bobby Ray junto a Reese Witherspoon en Sweet Home Alabama. Tuvo un papel importante en el seriado Brotherhood, de Showtime, estrenado en 2006.
En 2013 tuvo una aparición recurrente como Greg Mendell en la serie de televisión Once Upon a Time. Dos años después interpretó a Carter en la serie The Walking Dead y a Coyote Bergstein en Grace and Frankie, comedia televisiva de Netflix.

## Filmografía

### Cine
| Año  | Título                                              | Papel          | Notas |
| ---- | --------------------------------------------------- | -------------- | ----- |
| 1991 | Defending Your Life                                 | Steve          |       |
| 1991 | Dutch                                               | Doyle Standish |       |
| 1991 | All I Want for Christmas                            | Ethan O'Fallon |       |
| 1992 | A Dog and His Boy                                   |                | Corto |
| 1993 | A Far Off Place                                     | Harry Winslow  |       |
| 1994 | Season of Change                                    | Bobby Bascomb  |       |
| 1995 | Evolver                                             | Kyle Baxter    |       |
| 1995 | Empire Records                                      | Mark           |       |
| 1996 | White Squall                                        | Tracy Lapchick |       |
| 1996 | That Thing You Do!                                  | Bajista        |       |
| 1997 | Vegas Vacation                                      | Rusty Griswold |       |
| 1998 | Montana                                             | Jimmy          |       |
| 1998 | How to Make the Cruelest Month                      | Dillger        |       |
| 1998 | The Prophecy II                                     | Joven médico   |       |
| 1998 | Dancer, Texas Pop. 81                               | Squirrel       |       |
| 1998 | Can't Hardly Wait                                   | Preston Meyers |       |
| 1998 | Disturbing Behavior                                 | Allen Clark    |       |
| 2000 | The Independent                                     | Bert           |       |
| 2001 | Rennie's Landing                                    | Trevor Logan   |       |
| 2001 | Ball in the House                                   | Bobby          |       |
| 2001 | Male Order                                          | Actor          | Corto |
| 2001 | Who Is A.B.?                                        |                |       |
| 2002 | Sweet Home Alabama                                  | Bobby Ray      |       |
| 2002 | They                                                | Sam Burnside   |       |
| 2003 | Manfast                                             | Johnny Shore   |       |
| 2003 | Timeline                                            | Josh Stern     |       |
| 2004 | Harold & Kumar Go to White Castle                   | Billy Carver   |       |
| 2005 | Pizza                                               | Matt Firenze   |       |
| 2005 | Standing Still                                      | Donovan        |       |
| 2006 | A Slice of 'Pizza'                                  | Matt Firenze   | Corto |
| 2006 | Escape                                              | Agente         | Corto |
| 2006 | Kidney Thieves                                      | Guy            | Corto |
| 2007 | Vacancy                                             | Mecánico       |       |
| 2007 | Order Up                                            | Man            | Corto |
| 2008 | Player 5150                                         | Joey           |       |
| 2008 | Heart of a Dragon                                   | Lee            |       |
| 2008 | Eagle Eye                                           | Toby Grant     |       |
| 2010 | You're So Vain                                      | Novio          | Corto |
| 2010 | The Kane Files: Life of Trial                       | Jace Olsen     |       |
| 2011 | The Reunion                                         | Leo Carey      |       |
| 2012 | Dorothy and the Witches of Oz                       | Frick          |       |
| 2012 | Ordinary Man                                        | Jason Watts    |       |
| 2013 | Cheap Thrills                                       | Vince          |       |
| 2013 | The House Across the Street                         | Tom            |       |
| 2013 | Armed Response                                      | Kevin          |       |
| 2014 | The Guest                                           | Higgings       |       |
| 2014 | Late Phases                                         | Will           |       |
| 2015 | Bereave                                             | Tommy          |       |
| 2015 | Echoes of War                                       | Seamus Riley   |       |
| 2015 | Covergence                                          | Daniel         |       |
| 2015 | White Cops and Unarmed Black Civilians Playset!     |                | Corto |
| 2015 | The Devil's Candy                                   | Jesse Hellman  |       |
| 2016 | Fashionista                                         | Eric           |       |
| 2016 | Those Eyes                                          | Son            | Corto |
| 2017 | The Feminist                                        |                | Corto |
| 2018 | Blindspotting                                       | Oficial Molina |       |
| 2018 | Nathaniel Rateliff & The Night Sweats: You Worry Me | Esposo         | Corto |
| 2018 | First Man                                           | Pete Conrad    |       |

### Televisión
| Año       | Título                         | Papel                      | Nots         |
| --------- | ------------------------------ | -------------------------- | ------------ |
| 1990      | Drug Wars: The Camarena Story  |                            | 3 episodios  |
| 1991      | Bad Attitudes                  | Cosmo Consingsby           | 1 episodio   |
| 1993–1994 | Harts of the West              | Randy                      | 2 episodios  |
| 1994      | Murder, She Wrote              | Jimmy Taylor               | 1 episodio   |
| 1995      | Murder, She Wrote              | Mike Seresino              | 1 epuisodio  |
| 1998      | Hercules                       | Melampus                   | 2 episodios  |
| 1999      | The Wild Thornberrys           | Ned Fervel                 | 1 episodio   |
| 1999      | Rocket Power                   |                            | 1 episodio   |
| 1999      | Batman Beyond                  | Lee                        | 1 episodio   |
| 1999–2000 | Work with Me                   | Sebastian                  | 10 episodios |
| 2000      | Get Real                       | Wade Kostick               | 1 episodio   |
| 2000      | Batman Beyond                  | Terrapin                   | 1 episodio   |
| 2000–2001 | FreakyLinks                    | Derek Barnes / Adam Barnes | 13 episodios |
| 2001      | The Zeta Project               | Bodhi                      | 1 episodio   |
| 2001      | Silicon Follies                |                            | Telefilme    |
| 2002      | The Twilight Zone              | Zack Walker                | 1 episodio   |
| 2003      | Dragnet                        | Detective Frank Smith      | 12 episodios |
| 2003      | Spider-Man                     | Max Dillon / Electro       | 3 episodios  |
| 2004      | Celeste in the City            | Kyle Halley                | Telefilme    |
| 2004      | Life on Liberty Street         | Rick Spencer               | Telefilme    |
| 2005      | Numb3rs                        | Blake Cosnell              | 1 episodio   |
| 2005      | Masters of Horror              | Bruce                      | 1 episodio   |
| 2006      | Law & Order: Criminal Intent   | Art Geddons                | 1 episodio   |
| 2006–2008 | Brotherhood                    | Declan 'Decko' Griggs      | 20 episodios |
| 2009      | Fear Itself                    | Chance Miller              | 1 episodio   |
| 2010      | House M.D.                     | Mickey                     | 1 episodio   |
| 2010      | Biography                      | Él mismo                   | 1 episodio   |
| 2011      | Fairly Legal                   | Spencer Reed               | 3 episodios  |
| 2011      | The Witches of Oz              | Frick                      | 2 episodios  |
| 2011      | CSI: Miami                     | Randy North                | 2 episodios  |
| 2011      | Thunderballs                   |                            | Telefilme    |
| 2012      | Imaginary Friend               | Brad                       | Telefilme    |
| 2012      | Drop Dead Diva                 | Mark Baker                 | 1 episodio   |
| 2012      | Dark Wall                      | Man                        | 1 episodio   |
| 2012      | Grey's Anatomy                 | Dr. David Moore            | 1 episodio   |
| 2012      | The Frontier                   | D.J. Jackson               | Telefilme    |
| 2013      | Once Upon a Time               | Greg Mendell               | 10 episodios |
| 2014      | CSI: Crime Scene Investigation | Jefferson Nalley           | 1 episodio   |
| 2014      | Hawaii Five-0                  | Shawn Hutten               | 1 episodio   |
| 2015      | The Walking Dead               | Carter                     | 1 episodio   |
| 2015–2019 | Sneaky Pete                    | Pete Murphy                | 11 episodios |
| 2015–2022 | Grace and Frankie              | Coyote Bergstein           | 53 episodios |
| 2017      | A Bunch of Dicks               | Mick                       | Miniserie    |
| 2017      | Idiotsitter                    |                            | 1 episodio   |
| 2020      | The Twilight Zone              | Harry Pine                 | 1 episodio   |